# Scorpaena orgila
Scorpaena orgila behoort tot het geslacht Scorpaena van de familie van schorpioenvissen. Deze soort komt voor in het zuidoosten van de Grote Oceaan met name Paaseiland. De soort kan een lengte bereiken van 8,5 cm.